# Kaliningrad K-5
Die Kaliningrad K-5 (NATO-Codename AA-1 „Alkali“), auch bekannt als RS-1U oder Erzeugnis (Isdelije) SchM, war ein leitstrahlgeführter sowjetischer Luft-Luft-Lenkflugkörper.
Die Entwicklung der Waffe begann 1951 im damaligen OKB-2, welches später in MKB Fakel umbenannt wurde. 1955 wurden erste Tests unternommen und 1957 wurde die Waffe an die Streitkräfte unter der Bezeichnung Gruschin/Tomaschewitsch (russisch: Грушин/Томашевич) RS-1-U ausgeliefert. Die ersten Typen waren für das Bordradar RP-2U der MiG-17PFU und MiG-19PM ausgelegt. Eine 1959 erschienene Variante war für das RP-9/RP-9-U-(Safir)-Radar der Suchoi Su-9 ausgelegt. Der Lenkflugkörper wurde an einer Startschiene des Typs APU-4 befestigt und von dort verschossen.
Der Lenkflugkörper ritt auf einem vom Bordradar NII-17 zum Zielflugzeug gesendeten Leitstrahl. Zur optischen Kontrolle im Nachteinsatz durch den Piloten hatten die hinteren Leitflossen an den konischen Enden Leuchtspurmittel. Die RS-2-U hatten für Tageseinsätze keine Leuchtspurmittel mehr. Falls die Rakete das Ziel verfehlte, zerstörte sie sich nach 23 Sekunden selber. Das Leitstrahlverfahren befriedigte nicht und die Waffe wurde bis 1967 durch die Wympel K-13 mit halbaktivem oder Infrarot-Suchkopf ersetzt.
In der Volksrepublik China wurde die Rakete unter der Bezeichnung PL-1 für die in Lizenz gefertigten Shenyang J-6B produziert.

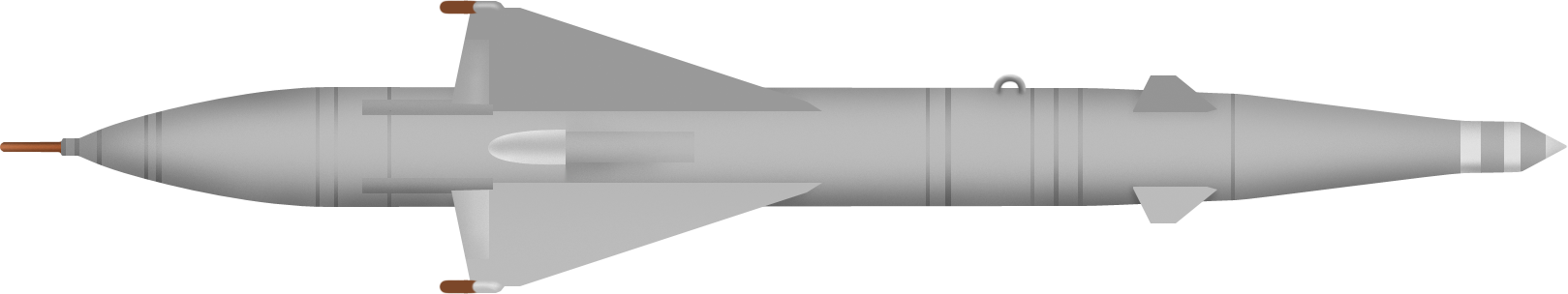
Seitenriss des K-5-Flugkörpers

## Varianten
- Kaliningrad RS-1U (AA-1 „Alkali“ bzw. K-5)[2]
- Gruschin RS-2U (AA-1 „Alkali“ bzw. Kaliningrad K-5MS)
- Gruschin RP-2U (AA-1 „Alkali“ bzw. Kaliningrad K-5MS)
- Gruschin RS-2US (AA-1 „Alkali“ bzw. Kaliningrad K-5M) – Variante mit längerem Gehäuse für den Einsatz in größeren Höhen.
- Gruschin RP-9 „Safir“ (AA-1 „Alkali“ bzw. Kaliningrad K-5)
- Gruschin RP-9U „Safir“ (AA-1 „Alkali“ bzw. Kaliningrad K-5)
- PL-1 (Nachbau der RP-9)
- Kaliningrad R-55 (AA-1 „Alkali“ oder K-55) ist das Nachfolgemodell mit dem Suchkopf der R-13 für die Su-9
- Gruschin K-6 (1954 geplante Variante auf Basis einer verbesserten K-5 für den T-3, jedoch nie gebaut)

## Trägerflugzeuge
- Mikojan-Gurewitsch MiG-17PFU
- Mikojan-Gurewitsch MiG-19PM
- Shenyang J-6B
- Suchoi Su-9 („Fishpot“)
- Suchoi Su-15 („Flagon“)
- Mikojan-Gurewitsch MiG-21PF, MiG-21PFM, MiG-21R, MiG-21M, MiG-21MF („Fishbed“)

## Technische Daten (RS-2US / K-5MS)
- Länge: 2500 mm
- Spannweite: 654 mm
- Rumpfdurchmesser: 200 mm
- Gefechtskopfmasse: 13 kg
- Startmasse: 82,7 kg
- Höchstgeschwindigkeit: 2880 km/h
- Reichweite: 2–6 km